# Gerhard Ritzel
Gerhard Ritzel (* 12. April 1923 in Michelstadt; † Januar 2000) war ein deutscher Diplomat.

## Leben
Ritzel war ein Sohn des Reichstags- und späteren Bundestagsabgeordneten Heinrich Ritzel (SPD). Nach der Machtergreifung Adolf Hitlers 1933 emigrierte die Familie Ritzel in die Schweiz. Nach einer Zeit der Staatenlosigkeit wurde sie naturalisiert (eingebürgert). Gerhard Ritzel studierte von 1942 bis 1948 Rechtswissenschaft, Staatswissenschaft sowie Philosophie in Basel, Genf, Zürich und Heidelberg und wurde 1948 an der Universität Basel zum Dr. rer. pol promoviert. Er war von 1948 bis 1949 kommissarischer Leiter der Wirtschafts- und Sozialhilfe der schweizerischen Europa-Union in Basel und anschließend in der Privatwirtschaft in der Schweiz tätig.
Ende 1951 trat Ritzel in den deutschen Auswärtigen Dienst beim Auswärtigen Amt ein. 1952–1953 war er am Generalkonsulat in Bombay, 1953–1955 an der Gesandtschaft Colombo, 1955–1956 am Generalkonsulat New York, 1957–1960 am Generalkonsulat Los Angeles, 1960–1965 im Auswärtigen Amt in Bonn, dort 1960–1962 in der Abteilung 3 (West II) Referent im Referat 305 (USA, Kanada), 1963–1965 Referent im Planungsstab (Pl), 1965–1966 an der Botschaft in Luxemburg, 1966–1969 erneut in der Zentrale, dort 1966–1967 dem Bundesminister bzw. den Staatssekretären unmittelbar unterstellt, Leiter des Referats L 1 (Parlaments- und Kabinettsreferat) und 1968–1969 Leiter des Ministerbüros unter Willy Brandt. Als Brandt nach der Bundestagswahl 1969 Bundeskanzler wurde, wurde Ritzel Leiter des Kanzlerbüros und Persönlicher Referent des Bundeskanzlers im Bundeskanzleramt.
Ritzel kehrte in den Auswärtigen Dienst zurück, war von 1971 bis 1974 deutscher Botschafter in Oslo, von 1974 bis 1977 Botschafter in Prag und von 1977 bis 1981, während der Iranischen Revolution, Botschafter im Iran.
Wie Bösch nachweist, war Ritzel einer der Architekten der Verhandlungen, die letztlich zur Freilassung der 66 US-Botschaftsmitarbeiter führten, die nach der Erstürmung der US-Botschaft (Geiselnahme von Teheran) im Herbst 1979 bis Januar 1981 als Geiseln in der Gewalt iranischer Revolutionsgarden waren. Ritzel unterhielt vertrauensvolle Beziehungen zum damaligen stellvertretenden Ministerpräsidenten Sadegh Tabatabai, derer er sich bediente. Tabatabai sprach fließend Deutsch, hatte in Aachen Chemie studiert und in Bochum promoviert und war mit Khomeini verwandt. Unter Einbeziehung des damaligen bundesdeutschen Außenministers Genscher und algerischer Mittelsmänner war es Ritzel, aus dessen Vorgesprächen im September 1979 in Teheran mit Präsident Bani-Sadr, mit Ayatollah Beheshti und mit Tabatabai „sich dann tatsächlich eine Lösung entwickelte.“
US-Präsident Jimmy Carter, der die Geiseln begrüßte, die über Algier zu einer US-Militärstation in Wiesbaden ausgeflogen worden waren, dankte vor laufender Kamera und später auch schriftlich besonders dem Deutschen Botschafter Ritzel, dessen „mutiges und feinfühliges Engagement in Teheran... erst die entscheidenden Gespräche ermöglicht (hätte)“
Von 1981 bis 1983 war Ritzel Ministerialdirektor und Abteilungsleiter 6 im Bundeskanzleramt und damit Koordinator der Nachrichtendienste des Bundes (Bundesnachrichtendienst (BND), Bundesamt für Verfassungsschutz (BfV) und Militärischer Abschirmdienst (MAD)).
Unter der Kanzlerschaft von Helmut Kohl wechselte Ritzel zurück in das Auswärtige Amt und war von 1983 bis 1988 Botschafter in Schweden (Stockholm).

## Werke
- Gerhard Ritzel, Reinhold Ruhr: Soweit ich mich erinnere... – Aufzeichnung eines Dieners der Diplomatie über Länder, Erlebtes, Gehörtes, Empfundenes und Gedachtes, Michelstadt 1998, ISBN 978-3-924583-29-3, 245 Seiten